# Distrito de Levanto
El distrito de Levanto es uno de los veintiún distritos de la Provincia de Chachapoyas, ubicada en el Departamento de Amazonas, en el norte del Perú. Limita por el norte con el distrito de Chachapoyas; por el este con el distrito de Soloco; por el sur con el distrito de San Isidro de Maino y el distrito de Magdalena y; por el oeste con el fundo de los Rubios, Río Utcubamba y el fundo Vela Urco de la provincia de Luya.

## Historia

### Época prehispánica
Los orígenes de Levanto se remontan a la época prehispánica, cuando era un importante centro poblado de los shachapuyos, grupo humano que resistió heroicamente los afanes de la conquista inca. En esta época el territorio de Levanto conformada por el curacazgo de Llauanto, integrado por muchas llactas fortificadas asentadas en su territorio. Estas llactas son actualmente ruinas Arqueológicas poco conocidas pero interesantes.
Levanto concentra una enorme cantidad de atractivos arqueológicos y paisajísticos. Entre ellos destacan el sitio arqueológico de Yálape, con sus frisos geométricos; el edificio circular (chachapoya-inca) de Colla-Cruz Yurac Urco, que es un a reconstrucción del Tambo Militar Chacha, al que se accede por camino prehispánico; el canal Inca de Ashpachaca, y la construcción hidráulica de Molino-Huayco.
El Inca Túpac Yupanqui para este fin recluta a más de 40000 soldados. Durante su permanencia en estas tierras el Inca Túpac Yupanqui fundo Escuelas y nombró maestros para enseñar el manejo del quipus, Técnicas Agrícolas y construcción, el culto al Dios sol, el arte de la guerra, etc.
Construyeron palacios, canales y dotaron de agua a las principales ciudades. Según el Cronista Pedro Cieza de León “Son estos Indios naturales de Chachapoyas los más blancos y agraciados de todos cuantos yo he visto en las indias que he andado, y sus mujeres eran tan hermosas que por solo por su gentileza muchas de ellas merecieron serlo de los Incas y ser llevadas a los Templos del Sol; y así vemos hoy en día que las Indias que han quedado de este linaje son en extremos hermosas, porque son blancas y muchas muy dispuestas”.

### Época colonial
La ciudad de Levanto fue fundada por el conquistador Alonso de Alvarado, con el nombre de San Juan de la Frontera de los Chachapoyas. Alonso de Alvarado, a su paso encontraba pueblos indígenas con edificaciones de piedra en forma circular y techos en forma de cono, característica esta típica de los Shachapuyos, estos se desarrollaban en la ceja de selva del Nor Oriente Peruano; con el fin de no dejar a su suerte los pueblos conquistados, funda ciudades, además le serviría para poder descansar, alimentar los caballos, y reunir provisiones cuando realizaba las expediciones de la selva; Alvarado primero funda la Jalca Grande en donde encontró varios señoríos con considerable cantidad de pobladores indígenas, se bautizo Jalca por demasiado frío, luego fundó Levanto el 3 de mayo de 1538, en este lugar también existía varios curacazgos con mucha población de indígenas; el nombre Levanto proviene del idioma nativo de la zona la palabra "Hulluanto" (que significa "encima de la montaña"). En esta época se construyó la Iglesia matriz con un estilo colonial, un retablo tallado de madera bañado en pan de oro, las calles empedradas y rectas estilo español. 
Sin embargo, la naciente villa tuvo que ser abandonada cuando ni siquiera había transcurrido un año de fundada, debido a que Alvarado y sus hombres fueron llamados por Francisco Pizarro a Lima al estallar la rebelión de Manco Inca (fines de 1536).
Unos años más tarde trasladaron la ciudad a lo que actualmente es la ciudad de Chachapoyas, la cual reunía mejores condiciones para desarrollar una ciudad como las de la metrópoli. Chachapoyas fue fundada el 15 de septiembre de 1538; posteriormente dentro del corazón de la selva fundaron la ciudad de Moyobamba.
El célebre cronista Inca Garcilaso de la Vega nos cuenta “Que los hombres de la Tribu de Llauanto eran valientes, bien dispuestos, fueron los más blancos y las mujeres hermosas de mejor gracia de todas las naciones de los reinos del Perú antiguo”.
Por razones geográficas en el mes de agosto de 1544, la ciudad fue trasladada a lo que hoy ocupa, recostada en las llanuras de Puma Urco y cuyos flancos mira hacia las corrientes del Utcubamba y del Sonche. Sus antiguas viviendas quedaron abandonadas y convertidas en ruinas.

### Época republicana
El centro poblado de levanto fue creado por ley del 12 de febrero de 1921 y reconocida como comunidad indígena por Resolución suprema N.º 13 del 12 de junio de 1953 durante el gobierno del Presidente Manuel A. Odría, siendo diputado por Amazonas el Señor Pedro Quiroz. Fue creado como Distrito mediante Ley N.º 12301 con fecha 3 de mayo de 1955, reconocida por la gran variedad de sus recursos naturales y Turísticos y la hospitalidad de su gente. 
En el año de 1952, el Distrito de Levanto sufre una desmembración de su territorio al crearse el Distrito de San Isidro del Maino.
En la actualidad, el distrito de Levanto presenta problemas relacionados con la distribución de sus tierras para realizar actividades agrícolas y ganaderas, debido a la aparición de traficantes de terrenos.

## Geografía
El distrito de Levanto se encuentra ubicado en la provincia de Chachapoyas, departamento de Amazonas, a 45 minutos de la ciudad de Chachapoyas viajando en automóvil, tiene una altitud de 2400 msnm Su extensión o amplitud geográfica es de 7754 kilómetros cuadrados aproximadamente. Su territorio se encuentra desde los 1800 msnm donde se encuentra los valles del Utcubamba, hasta los 3800 msnm a más por el lado de su cordillera llamado “Loropico”.
Destaca el río Tilacancha, de gran importancia para Chachapoyas, este río se encuentra en las alturas del territorio del distrito de Levanto y San Isidro del Maino.

## Autoridades

### Municipales
- 2023 - 2026[1]
  - Alcalde: Alberto Zuta Alvarado, de Movimiento Regional Victoria Amazonense.

## Atractivos turísticos
El distrito de Levanto, pueblo muy antiguo incluso antes de la llegada de los españoles estaba habitado por llactas, cuyas ruinas arqueológicas se encuentran hoy en día a lo largo de sus cerros y montañas. Los atractivos turísticos que tiene este distrito son:
- La iglesia de Levanto: Construida en la época colonial, por los años 1538, los españoles tomaron a levanto como una ciudad por un lapso de 7 años.
- Molino huayco: un atractivo turístico que se encuentra en la parte baja de levanto, al pie del cerro Yabarin, cuentan los antiguos que alguna vez este monumento arqueológico sirvió para extraer oro.
- Yalape: Ciudadela o llacta más importante del distrito,  tiene una extensión 4 hectáreas más o menos de estructuras circulares, con adornos de rombos y ojos de piedra laja. Yalape tenía la posibilidad de poderse comunicar con la fortaleza de Kuélap por su localización estratégica, estas comunicaciones podían hacer mediante señales de humo, la característica de sus murallas es la piedra blanca.
- Yurac Urco: Un tambo militar Inca, esto se reconoce que fue inca por la forma trabajada de la piedra en la infraestructura base de la casa circular. Este está localizada al costado del camino inca en Colla Cruz, el nombre proviene del quechua "yurac" significa Blanco y "Urco" significa Cerro, unido todo el nombre es cerro blanco. El arqueólogo Deyvis Morgan allá en la década de 1990 reconstruyó este imponente resto arqueológico, el cual representa la cultura chachapoyas. Una casa circular de piedra con un techo cono de paja uaylla de la zona.

## Folklore
El sonido de la antras, la flauta y la tinya acompañan una armonía antigua como la "danza de Levanto", entonando la canción del indio hermano: "Indio Hermano del dolor, Indio hermano del lamento; tu con tu poncho raído de sol y lluvia, en los campos trabajas. Allá en cima del urco, entre bosque y la neblina el indio hermano esta.
También se tiene la faina "faena", esta música se toca hasta la actualidad en las fiestas de carnavales, pero antiguamente se tocaba en cualquier época del año, cuando toda la comunidad se reunía para trabajar en las obras del pueblo. Dos cholos con su poncho, cargan una tinya, tocan la antara y una flauta que tiene un sonido grave, entonando una canción que dice "tira la lampa compadre, carga la olla comadre, tira la lampa compadre, carga la olla comadre".
Danza la Volada: siete cholos, forman dos filas de tres y un maestro danza en la parte céntrica, bailan al compás de un pifliador o cajero, que entona una música que imita al canto de distintos pájaros que habitan la zona.
Danza de las pallas: Bailado por niños y niñas, vestidos de celeste con adornos de coronas, lentejuelas. Es la danza de la Virgen de Levanto, acompañados de un violín entonan una canción Yaravi en quechua " hay llyvya ama llya"
Danza del indio hermano: todos los danzantes están con antara ellos entonan la danza y bailan al mismo tiempo.
Danza del Principal: cave mencionar que se bailo por última vez hace 50 años, un grupo de hombres bien vestidos al terno, zapatos negros, camiza blanca, un sombrero de paño azul adornado con una pluma grande color rojo. bailaban el principal a paso lento y garbos bien finos como si fuera de la realeza agitan el pañuelo blanco que llevan en la mano derecha, todos los danzantes como si fueran uno solo se mueven con mucha elegancia al compás del violín.
Las pastorcitas de Navidad
La mojiganga: Esta se representaba por los jóvenes traviezos con el fin de distraer y hacer reír a la gente en el año nuevo antes de quemar los muñecos, o en carnavales. el joven se vestia de mujer rellenandose de trapos en forma desproporcional, otros de viejos, pintados o tapados el rostro bailan a ritmo de la música haciendo jugaretas que divierten al público.